# Linnet's Saint-Maur
Les Linnet's de Saint-Maur est un club féminin français omnisports basé à Saint-Maur. Ses deux principales sections sont celles de basket-ball (8 fois championnes de France) et d'athlétisme (9 fois championnes de France par équipes). Le club a notamment marqué l'histoire du naissant championnat de France à partir des années 1930, où même des championnats de France hors fédération les années précédentes. Elles disparaissent peu à peu de l'élite à partir des années 1960. Elles fusionnent en 1982 avec la section masculine de la VGA Saint-Maur, le nouveau club évoluant à l'époque en niveau régional puis en Championnat de France depuis la saison 2009-2010.

## Historique
Les Linnet's Saint-Maur est un club féminin omnisports créé de manière formelle en septembre 1920. Les statuts du club sont déposés en juin 1921. Présidée par la femme du président de la VGA Saint-Maur à ses débuts, le club est officiellement associé à la VGA à partir de mars 1946 et constitue sa section féminine, notamment en athlétisme et basket-ball tout en conservant son nom. Avant cette date, les Linnet's profitaient déjà de l'encadrement technique (entraîneurs, notamment) et des structures de la VGA (installations sportives, par exemple). En 1982, les sections masculines de la VGA et les sections féminines des Linnet's fusionnent.

## Section Basket-ball

### Palmarès
Dans le cadre de la FFBB
- Champion de France : 1938, 1944

Hors FFBB
Champion de France : 1928, 1929, 1930, 1932, 1933, 1934

### Entraîneurs successifs
- ? - ? :  Jean Gajan
- 1955 - ? :  Georgette Coste-Venitien

### Joueuses célèbres ou marquantes
- Georgette Coste-Venitien
- Lucienne Velu
- Yvonne Santais-Houel

## Section Athlétisme

### Palmarès
- Championnes de France par équipes de 1928 à 1936.

### Entraîneurs successifs
- ? - ? :  Félix Van den Berghe

### Athlètes célèbres ou marquantes
- Anne-Marie Avond 1 titre aux championnats de France d'athlétisme séniors en 1936
- Évelyne Cloupet 4 titres aux championnats de France d'athlétisme séniors sous les couleurs des Linnet's en 1930 (4 autres titres en 1926 avec Fémina Sports)
- Lily Colin 1 titre aux championnats de France d'athlétisme séniors en 1939
- Georgette Gagneux 4 titres aux championnats de France d'athlétisme séniors sous les couleurs des Linnet's entre 1928 et 1929 (1 autre titre en 1923 avec Fémina Sports et 1 autre titre en 1925 avec le Golf Club de Paris)
- Ginette Joubin 1 titre aux championnats de France d'athlétisme séniors en 1941
- Marguerite Radideau 8 titres aux championnats de France d'athlétisme séniors entre 1924 et 1930
- Madeleine Renaud 2 titres aux championnats de France d'athlétisme séniors entre 1936 et 1937
- Lucienne Velu 33 titres aux championnats de France d'athlétisme séniors entre 1925 et 1942
- Hélène Verdié 1 titre aux championnats de France d'athlétisme séniors en 1932
- Simone Warnier 5 titres aux championnats de France d'athlétisme séniors sous les couleurs des Linnet's entre 1928 et 1931 (2 autres titres en 1927 avec le Golf Club de Paris)